# Gare de Villeneuve (Vallée d'Aoste)
Pour les articles homonymes, voir Gare de Villeneuve.
La gare de Villeneuve (en italien, Stazione di Villeneuve) est une gare ferroviaire italienne de la ligne d'Aoste à Pré-Saint-Didier, située à Villeneuve, dans la région autonome à statut spécial de la Vallée d'Aoste.
Mise en service en 1929 par la Società Ferrovia Aosta–Pré-St-Didier (FAP), c'est une halte voyageurs de Rete ferroviaria italiana (RFI) qui était desservie par le train Trenitalia qui effectuait des navettes sur la relation Aoste - Pré-Saint-Didier.

## Situation ferroviaire
Établie à environ 664 mètres d'altitude, la gare de Villeneuve est située au point kilométrique (PK) 9,925 de la ligne d'Aoste à Pré-Saint-Didier (voie unique non électrifiée), entre les gares de Saint-Pierre et d'Arvier.

## Histoire
La gare de Villeneuve est mise en service le 28 octobre 1929 par la Società Ferrovia Aosta–Pré-St-Didier (FAP), lorsqu'elle ouvre à l'exploitation sa ligne d'Aoste à Pré-Saint-Didier.
En 2015, à la suite de la fermeture de la ligne d'Aoste à Pré-Saint-Didier, elle est fermée.

## Service des voyageurs

### Desserte
Villeneuve était desservie par le train Trenitalia qui faisait la navette sur la relation Aoste - Pré-Saint-Didier.

### Intermodalité
Il n'y a pas de parking pour les véhicules à proximité immédiate.

## Patrimoine ferroviaire
Bien qu'inutilisé pour le service ferroviaire, l'ancien bâtiment est toujours présent. Il est de style valdôtain éclectique, en pierre, lauzes et bois, suivant le modèle de la grange l'Ôla du château d'Introd.